# Elaenia gigas
El fiofío gigante (Elaenia gigas), también denominado elenia gigante (en Colombia), elaenia moteada (en Colombia), elenia cachudita (en Ecuador) o fío-fío moteado (en Perú), es una especie de ave paseriforme de la familia Tyrannidae perteneciente al numeroso género Elaenia. Es nativo de regiónes andinas del noroeste de América del Sur.

## Distribución y hábitat
Se distribuye por la base oriental de la cordillera de los Andes desde el sur de Colombia (hacia el sur desde el oeste de Meta) al sur, a través del este de Ecuador y de Perú, hasta el oeste de Bolivia (La Paz, Cochabamba).
Esta especie es considerada poco común en sus hábitats naturales: los claros arbustivas con árboles escasos y en islas ribereñas en tierras bajas y estribaciones montañosas, principalmente abajo de los 1250 m de altitud.

## Sistemática

### Descripción original
La especie M. gigas fue descrita por primera vez por el zoólogo británico Philip Lutley Sclater en 1871 bajo el nombre científico Elainea gigas; su localidad tipo es: «Napo, Ecuador».

### Etimología
El nombre genérico femenino «Elaenia» deriva del griego «ελαινεος elaineos» que significa ‘de aceite de oliva’, ‘oleaginosa’; y el nombre de la especie «gigas», en latín significa ‘gigante’.

### Taxonomía
Es monotípica.